# USS Moale (DD-693)
O USS Moale (DD-693) foi um Destroyer norte-americano que serviu durante a Segunda Guerra Mundial.

## Comandantes
| Comandante                 | Data                                        |
| -------------------------- | ------------------------------------------- |
| Cdr. Walter Manley Foster  | 28 de Fevereiro de 1944 - 8 de Maio de 1945 |
| Cdr. Charles M. Lyons, Jr. | 8 de Maio de 1945 - 20 de Maio de 1945      |
| Lt. Robert Power Walker    | 20 de Maio de 1945 - 18 de Janeiro de 1947  |